# Lachlan MacKay
Pour les articles homonymes, voir MacKay.
Pas d'image ? Cliquez ici

a Compétitions nationales et continentales officielles uniquement.

b Matchs officiels uniquement.
Lachlan MacKay, né le 30 novembre 1982 à Sydney, est un joueur de rugby à XV australien qui joue avec l'équipe d'Australie et au CA Brive Corrèze. Il évolue au poste de demi d’ouverture.

## Carrière

### En club
- New South Wales Waratahs  Australie
- Western Force  Australie

Il a fait ses débuts dans le Super 12  en 2005.
- 2008-2010 : CA Brive Corrèze
- Depuis 2010 : Leeds Carnegie  Angleterre

### En équipe nationale
Il a joué avec l'équipe d'Australie des moins de 19 ans (2000) et des moins de 21 ans (2001).
Il a eu sa première cape internationale le 3 septembre 2005, à l’occasion d’un match contre l'équipe de Nouvelle-Zélande.

## Palmarès

### En club
- 10 matchs de Super 12 avec les Waratahs

### En équipe nationale
- 1 sélection avec l'équipe d'Australie en 2005